# Lijst van rijksmonumenten in Ulestraten
De plaats Ulestraten telt 36 inschrijvingen in het rijksmonumentenregister. Hieronder een overzicht.
| Object                                                  | Oorspronkelijke functie?  | Bouwjaar                                                 | Architect                  | Locatie                     | Coördinaten?                  | Nr.?   | Afbeelding                                              |
| ------------------------------------------------------- | ------------------------- | -------------------------------------------------------- | -------------------------- | --------------------------- | ----------------------------- | ------ | ------------------------------------------------------- |
| Hoeve Oensel                                            | Boerderij                 | 17e eeuw                                                 |                            | Langs de Gewannen 75        | 50° 54' 47" NB, 5° 47' 59" OL | 8783   | Meer afbeeldingen                                       |
| Vakwerkhuis                                             | Woonhuis                  | 18e eeuw                                                 |                            | Sint Catharinastraat 38     | 50° 54' 20" NB, 5° 46' 55" OL | 28489  | Meer afbeeldingen                                       |
| Ulestraterhof                                           | Boerderij                 | laatste kwart 18e eeuw                                   |                            | Dorpstraat 19A              | 50° 54' 20" NB, 5° 47' 9" OL  | 28490  | Ulestraterhof                                           |
| Ulestraterhof                                           | Boerderij                 | laatste kwart 18e eeuw                                   |                            | Dorpstraat 19               | 50° 54' 20" NB, 5° 47' 12" OL | 28491  | Meer afbeeldingen                                       |
| Hoeve met binnenplaats                                  | Boerderij                 | 18e-eerste helft 19e eeuw                                |                            | Genzon 42                   | 50° 54' 6" NB, 5° 47' 33" OL  | 28492  | Meer afbeeldingen                                       |
| Groot bakstenen huis                                    | Woonhuis                  | 18e-19e eeuw                                             |                            | Genzon 41                   | 50° 54' 6" NB, 5° 47' 35" OL  | 28493  | Groot bakstenen huis                                    |
| Smidse van vakwerk met zijgevel van mergel              | Industrie                 | 18e eeuw                                                 |                            | Sint Catharinastraat bij 35 | 50° 54' 20" NB, 5° 46' 57" OL | 28494  | Smidse van vakwerk met zijgevel van mergel              |
| Woning met schuur, ten dele van vakwerk                 | Boerderij                 |                                                          |                            | Groot Berghem 13            | 50° 54' 16" NB, 5° 46' 39" OL | 28495  | Woning met schuur, ten dele van vakwerk                 |
| Veldkapel                                               | Kapel                     | mogelijk 17e eeuw                                        |                            | Groenstraat-Genzonweg       | 50° 53' 60" NB, 5° 47' 7" OL  | 28496  | Meer afbeeldingen                                       |
| Hoeve met binnenplaats                                  | Boerderij                 | 18e-eerste helft 19e eeuw (hoeve) 1786 (poortsluitsteen) |                            | Vliek 4                     | 50° 54' 7" NB, 5° 46' 22" OL  | 28498  | Meer afbeeldingen                                       |
| Woonhuis van baksteen                                   | Boerderij                 | 18e eeuw (woonhuis) 1719 (jaartal in gevel)              |                            | Vliek 9                     | 50° 54' 8" NB, 5° 46' 22" OL  | 28499  | Meer afbeeldingen                                       |
| Bakstenen huis met verdieping en wolfsdak               | Woonhuis                  | 1795                                                     |                            | Vliek 10                    | 50° 54' 10" NB, 5° 46' 20" OL | 28501  | Bakstenen huis met verdieping en wolfsdak               |
| Boerenhuis van baksteen en vakwerk                      | Woonhuis                  | 18e eeuw                                                 |                            | Waterval 3                  | 50° 53' 43" NB, 5° 46' 46" OL | 28502  | Meer afbeeldingen                                       |
| Hoeve met binnenplaats                                  | Boerderij                 | eerste helft 19e eeuw                                    |                            | Waterval 7                  | 50° 53' 41" NB, 5° 46' 38" OL | 28503  | Meer afbeeldingen                                       |
| Vakwerkschuur                                           | Woonhuis                  | 17e of 18e eeuw                                          |                            | Groot Berghem bij 9         | 50° 54' 15" NB, 5° 46' 41" OL | 46797  | Vakwerkschuur                                           |
| Kasteel Vliek                                           | Kasteel, buitenplaats     | ca. 1725                                                 |                            | Vliek 1                     | 50° 54' 4" NB, 5° 46' 19" OL  | 470140 | Kasteel Vliek                                           |
| Kasteel Vliek: Historische tuin- en parkaanleg          | Tuin, park en plantsoen   | 18e/19e eeuw                                             | Tersteeg                   | Vliek bij 1                 | 50° 53' 50" NB, 5° 46' 15" OL | 470141 | Kasteel Vliek: Historische tuin- en parkaanleg          |
| Kasteel Vliek: Westelijk Bouwhuis                       | Bijgebouwen kastelen enz. | ca. 1800                                                 |                            | Vliek 2                     | 50° 54' 4" NB, 5° 46' 19" OL  | 470142 | Kasteel Vliek: Westelijk Bouwhuis                       |
| Kasteel Vliek: Tiendschuur                              | Bijgebouwen kastelen enz. | ca. 1800                                                 |                            | Vliek 1                     | 50° 54' 4" NB, 5° 46' 19" OL  | 470143 | Kasteel Vliek: Tiendschuur                              |
| Kasteel Vliek: Oostelijk Bouwhuis                       | Bijgebouwen kastelen enz. | ca. 1800                                                 |                            | Vliek 1                     | 50° 54' 4" NB, 5° 46' 19" OL  | 470144 | Kasteel Vliek: Oostelijk Bouwhuis                       |
| Kasteel Vliek: bakhuis annex druivenkas en muur         | Bijgebouwen kastelen enz. | tweede helft 18e eeuw                                    |                            | Vliek 1                     | 50° 54' 4" NB, 5° 46' 19" OL  | 470145 | Kasteel Vliek: bakhuis annex druivenkas en muur         |
| Kasteel Vliek: Pijlers, hek en balustrade naast kasteel | Erfscheiding              | tweede helft 18e eeuw                                    |                            | Vliek 1                     | 50° 57' 24" NB, 5° 57' 36" OL | 470146 | Kasteel Vliek: Pijlers, hek en balustrade naast kasteel |
| Kasteel Vliek: Pijlers en hek oprijlaan                 | Tuin, park en plantsoen   | tweede helft 18e eeuw                                    |                            | Vliek 1                     | 50° 54' 4" NB, 5° 46' 19" OL  | 470147 | Kasteel Vliek: Pijlers en hek oprijlaan                 |
| Kasteel Vliek: Moestuinmuren                            | Tuin, park en plantsoen   | 19e- of laat 18e eeuw                                    |                            | Vliek 1                     | 50° 54' 6" NB, 5° 46' 19" OL  | 470148 | Kasteel Vliek: Moestuinmuren                            |
| Kasteel Vliek: Badhuisje                                | Bijgebouwen kastelen enz. | tweede helft 19e of begin 20e eeuw                       | wellicht D. Tersteeg       | Vliek 1                     | 50° 54' 4" NB, 5° 46' 19" OL  | 470149 | Kasteel Vliek: Badhuisje                                |
| Kasteel Vliek: Brug                                     | Tuin, park en plantsoen   | 1907-1908                                                | D. Tersteeg                | Vliek 1                     | 50° 54' 4" NB, 5° 46' 19" OL  | 470150 | Kasteel Vliek: Brug                                     |
| Kasteel Vliek: Bruggetje                                | Tuin, park en plantsoen   | 1907-1908                                                | D. Tersteeg                | Vliek 1                     | 50° 54' 4" NB, 5° 46' 19" OL  | 470151 | Kasteel Vliek: Bruggetje                                |
| Kasteel Vliek: Stenen tafel                             | Tuin, park en plantsoen   | ca. 1900                                                 |                            | Vliek 1                     | 50° 54' 4" NB, 5° 46' 19" OL  | 470152 | Kasteel Vliek: Stenen tafel                             |
| Kasteel Vliek: Drie trappen ZO-zijde                    | Tuin, park en plantsoen   | 1907-1908 of 1915                                        | D. Tersteeg of L. Springer | Vliek 1                     | 50° 54' 4" NB, 5° 46' 19" OL  | 470153 | Kasteel Vliek: Drie trappen ZO-zijde                    |
| Kasteel Vliek: Trap                                     | Tuin, park en plantsoen   | 1907-1908 of 1915                                        | D. Tersteeg of L. Springer | Vliek 1                     | 50° 54' 4" NB, 5° 46' 19" OL  | 470154 | Kasteel Vliek: Trap                                     |
| Kasteel Vliek: Trap met keermuur                        | Tuin, park en plantsoen   | 1907-1908 of 1915                                        | D. Tersteeg of L. Springer | Vliek 1                     | 50° 54' 4" NB, 5° 46' 19" OL  | 470155 | Kasteel Vliek: Trap met keermuur                        |
| Kasteel Vliek: Trap NO-zijde                            | Tuin, park en plantsoen   | 1907-1908 of 1915                                        | D. Tersteeg of L. Springer | Vliek 1                     | 50° 54' 4" NB, 5° 46' 19" OL  | 470156 | Kasteel Vliek: Trap NO-zijde                            |
| Kasteel Vliek: Trap ZW-zijde                            | Tuin, park en plantsoen   | 1907-1908 of 1915                                        | D. Tersteeg of L. Springer | Vliek 1                     | 50° 54' 4" NB, 5° 46' 19" OL  | 470157 | Kasteel Vliek: Trap ZW-zijde                            |
| Kasteel Vliek: Zonnewijzer                              | Tuin, park en plantsoen   | waarschijnlijk ca. 1900                                  |                            | Vliek 1                     | 50° 54' 4" NB, 5° 46' 19" OL  | 470158 | Meer afbeeldingen                                       |
| R.K. Kerk H. Catharina                                  | Kerk en kerkonderdeel     | 1904                                                     | C.J.H. Franssen            | Sint Catharinastraat 1      | 50° 54' 23" NB, 5° 47' 4" OL  | 507230 | Meer afbeeldingen                                       |
| Wijngaardsberghof                                       | Boerderij                 | 18e/19e eeuw                                             |                            | Wijngaardsberg 1            | 50° 53' 43" NB, 5° 46' 27" OL | 507233 | Meer afbeeldingen                                       |